# Namco NA-2
Namco NA-2 es una Placa de arcade creada por Namco destinada a los salones arcade.

## Descripción
El Namco NA-2 fue lanzada por Namco en 1992.
El sistema tenía un procesador Motorola 68000 a 12.5 MHz , y el audio lo gestionaba el  C70 (Mitsubishi M37702 con bios interna), que manejaba un chip de audio C140 (integrated into the "219" custom). NA-2 es totalmente compatible con NA-1, sin embargo se desconocen que características adicionales posee NA-2.
En esta placa funcionaron 5 títulos.

## Especificaciones técnicas

### Procesador
- Motorola 68000 a 12.5 MHz

### Audio
- C70 (Mitsubishi M37702 con bios interna)

Chip de sonido
- - C140 (integrated into the "219" custom)

### Video
- Resolución 304x224 pixeles

## Lista de videojuegos
- Emeraldia
- Knuckle Heads
- Nettou! Gekitou! Quiztou!! / Quiz Island
- Numan Athletics
- X-Day 2